# Municipio de Santiago Minas
El municipio de Santiago Minas es uno de los 570 municipios del estado mexicano de Oaxaca. Su cabecera es la localidad de Santiago Minas.

## Geografía
El municipio de Santiago Minas colinda al norte con los municipios de San Jacinto Tlacotepec, Santo Domingo Teojomulco y San Lorenzo Texmelucan; al este con el municipio de Villa Sola de Vega; al sur con los municipios de Santa Catarina Juquila y San Juan Quiahije; y al oeste con el municipio de Santa Cruz Zenzontepec.

## Localidades
El municipio de Santiago Minas cuenta con catorce localidades.
| Localidad        | Población (2020) |
| ---------------- | ---------------- |
| Santiago Minas   | 315              |
| Coquito          | 242              |
| Corral de Piedra | 155              |

## Gobierno
El municipio de Santiago Minas se rige mediante el sistema de usos y costumbres.
| Presidente municipal      | Localidad |
| ------------------------- | --------- |
| Palemón Rojas Cruz        | 1996-1997 |
| Constantino Díaz Torres   | 1997-1998 |
| Alberto Carbajal Díaz     | 1999-2001 |
| Moisés Torres Morales     | 2002-2004 |
| Jesús Rigoberto León Díaz | 2005-2007 |
| Jesús Rigoberto León Díaz | 2011-2013 |
| Albertano Jarquín         | 2014-2016 |
| Humberto Carbajal Díaz    | 2017-2019 |
| Felipe Ramírez Carbajal   | 2020-2022 |
| Esteban Díaz Rojas        | 2023-2025 |